# Obertaufkirchen
Obertaufkirchen er en kommune i Landkreis Mühldorf am Inn i den østlige del af regierungsbezirk Oberbayern i den tyske delstat Bayern.

## Geografi
Obertaufkirchen ligger i Region Südostoberbayern.
Ud over Obertaufkirchen, ligger i kommunen landsbyen Oberornau.